# Mustelus canis
Il palombo scuro (Mustelus canis) è una specie di squalo della famiglia dei Triakidi.

## Descrizione
La colorazione di questo squalo è grigio oliva o marrone; possono essere presenti anche riflessi gialli o bianco grigiastri. Può raggiungere 1,5 metri di lunghezza e 12 chili di peso, ma solitamente la lunghezza si aggira su 1,2 metri. Le dimensioni massime vengono raggiunte a 7 od 8 anni di età. Questa specie cresce rapidamente: i maschi raggiungono la maturità sessuale a 2 o 3 anni di età, le femmine a 4 o 5. Queste ultime possono vivere fino a 16 anni, mentre i maschi non superano i 10.

## Distribuzione
Il palombo scuro vive solamente nell'Atlantico occidentale, lungo la costa che va dal Massachusetts alla Florida (USA), nella zona settentrionale del Golfo del Messico, attorno a Cuba, Giamaica, Barbados, Bermuda e Bahamas, e dal Brasile meridionale all'Argentina settentrionale.
Abitante molto comune delle baie e di altre zone costiere, il palombo scuro predilige acque non più profonde di 18 metri, ma può spingersi anche fino a 200 metri di profondità. Talvolta si incontra anche nelle acque dolci, ma è poco probabile che trascorra in esse lunghi periodi di tempo. Il palombo scuro effettua migrazioni stagionali: si sposta verso nord in primavera e verso sud in autunno. Ha abitudini prevalentemente notturne.

## Nutrizione
Divoratore di carogne e predatore opportunista, il palombo scuro si nutre principalmente di grossi crostacei, come aragoste, gamberetti e granchi, ma anche di piccoli pesci e molluschi. I denti piatti e smussati vengono utilizzati per frantumare e macinare le prede, munite spesso di un duro rivestimento esterno. Tra i piccoli pesci catturati da questa specie ricordiamo le alacce e il tautog labbrone (Tautoga onitis). Gli esemplari giovani mangiano soprattutto piccoli gamberetti, vermi e granchi.

## Riproduzione
In quasi tutto l'areale della specie l'accoppiamento avviene tra maggio e luglio. Dopo un periodo di gestazione di 10-11 mesi, alla fine della primavera o all'inizio dell'estate, nascono 4-20 piccoli. Le femmine più grandi tendono ad avere nidiate più numerose.

## Importanza per l'uomo
In alcune zone le carni del palombo scuro, sia fresche che essiccate, sono utilizzate per il consumo umano. La specie viene spesso utilizzata anche come animale da laboratorio e si incontra frequentemente negli acquari.